# Wybory prezydenckie w Niemczech w 2022 roku

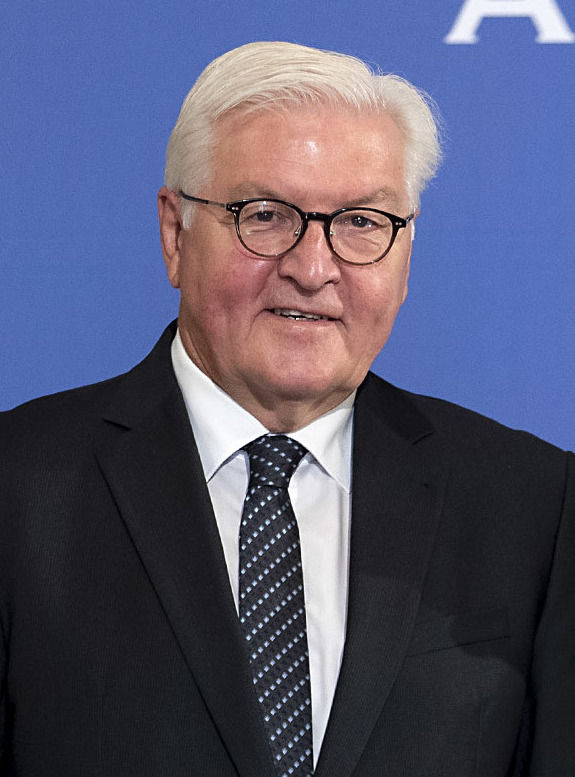
Frank-Walter Steinmeier (SPD) wybrany powtórnie na prezydenta Niemiec

Wybory prezydenckie w Niemczech w 2022 roku odbyły się 13 lutego 2022 roku w Berlinie.
17. Zgromadzenie Federalne dokonało reelekcji Franka-Waltera Steinmeiera.

## Zasady wyboru Prezydenta RFN
W Niemczech prezydenta federalnego wybiera Zgromadzenie Federalne, złożone po połowie z członków Bundestagu i przedstawicieli parlamentów regionalnych. Wedle artykułu 54. Konstytucji Niemiec, prezydentem zostaje osoba, która uzyskała bezwzględną większość głosów (50% ogólnej liczby członków Zgromadzenia Federalnego i jeden głos) w dwóch pierwszych turach głosowania lub zwykłą większość w trzeciej turze. Głową państwa może zostać osoba, która posiada obywatelstwo niemieckie, ukończyła 40. rok życia oraz posiada prawa wyborcze do Bundestagu.

## Kandydaci
Wedle § 9 ust. 1 Ustawy o Wyborze Prezydenta Federalnego kandydatury muszą być zgłoszone pisemnie z dołączoną zgodą kandydata; do zgłoszenia uprawniony jest każdy członek Zgromadzenia Federalnego. Łącznie zaproponowano czterech kandydatów:
- Frank-Walter Steinmeier (SPD) – wspólny kandydat (SPD, Sojusz 90/Zieloni, FDP, CDU/CSU i SSW) niemiecki polityk, dotychczasowy prezydent, były wicekanclerz i Minister Spraw Zagranicznych Niemiec w rządach Angeli Merkel.
- Gerhard Trabert (bezpartyjny) – lekarz medycyny zgłoszony przez Die Linke.
- Max Otte (CDU) – ekonomista i członek CDU zgłoszony AFD.
- Stefanie Gebauer (bezpartyjna) – fizyk zgłoszona przez ugrupowanie Wolni Wyborcy.

## Zgromadzenie Federalne
Skład 17. Zgromadzenia Federalnego:
| Partia            | Liczba głosów | Liczba głosów | Liczba głosów   |
| Partia            | Łącznie       | Bundestag     | Kraje związkowe |
| ----------------- | ------------- | ------------- | --------------- |
| CDU/CSU           | 445           | 197           | 248             |
| SPD               | 391           | 206           | 185             |
| Sojusz 90/Zieloni | 233           | 118           | 115             |
| FDP               | 154           | 92            | 62              |
| AfD               | 152           | 80            | 72              |
| Die Linke         | 71            | 39            | 32              |
| Freie Wähler      | 18            | 0             | 18              |
| SSW               | 2             | 1             | 1               |
| Pozostali         | 6             | 3             | 3               |
| Łącznie           | 1472          | 736           | 736             |

## Wyniki wyborów
W głosowaniu brało udział 1225 elektorów, głosowanie zakończyło się w pierwszej turze. Kandydaci otrzymali następującą liczbę głosów
| Kandydat                | Liczba głosów |
| ----------------------- | ------------- |
| Frank-Walter Steinmeier | 1045          |
| Max Otte                | 140           |
| Gerhard Trabert         | 96            |
| Stefanie Gebauer        | 58            |
| głosy wstrzymujące się  | 86            |
| głosy nieważne          | 12            |